# New Frontier Hotel and Casino
The New Frontier fue un hotel y casino localizado en el famoso Strip de Las Vegas en Paradise, Nevada, EUA, en la cual operó desde el 30 de octubre de 1942. Fue el segundo complejo hotelero que abrió en el Strip de Las Vegas. The Frontier cerró sus puertas a las 12:00 a. m. (Hora del pacífico) el 16 de julio de 2007, y fue demolido el 13 de noviembre de 2007, para dar espacio a un nuevo hotel réplica del Plaza Hotel en la ciudad de Nueva York, proyecto que finalmente fue cancelado.

## Historia
La propiedad empezó como un club nocturno llamado Pair-O-Dice que abrió en 1930, después como The Ambassador Night Club en 1936 y renombrado a 91 Club en 1939 por su ubicación en la autopista US-91. Después fue reconstruido y renombrado como "Hotel Last Frontier" en 1942. El 4 de abril de 1955, fue renombrado como "New Frontier" seguido de una modernización del complejo.
Se distinguió por ser el hotel donde se ofreció en 1956 el primer concierto de Elvis Presley en Las Vegas, y el espectáculo final de Diana Ross y The Supremes el 14 de enero de 1970.

## Planes de nuevos desarrollos y expansiones

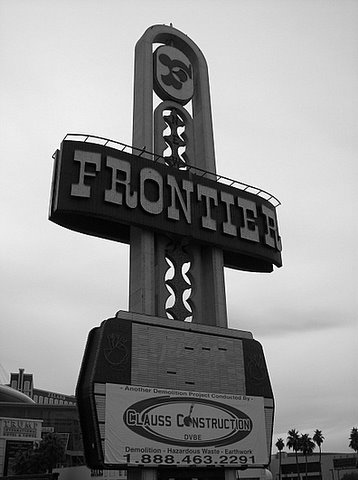
El letrero del Frontier antes de la desinstalación.

En el año 2000, Ruffin anuncia los planes para la construcción de un nuevo megaresort con una temática basada en la ciudad de San Francisco, pero debido a altos intereses y los recientes ataques del 11 de septiembre de 2001 los planes fueron cancelados. En marzo de 2005, con la tremenda demanda constructiva de Las Vegas, Ruffin anunció nuevos planes para demoler el hotel y reemplazarlo por un nuevo complejo de 3000 habitaciones. Después de 65 años de funcionamiento ininterrumpido, el Hotel-Casino cerró permanentemente sus puertas el 16 de julio de 2007, aunque las luces de los letreros estuvieron encendidas durante la noche de su demolición. Los letreros fueron retirados el 1 de agosto de 2007. 

### Trump Tower
Donald Trump construyó en sociedad con Ruffin, una lujosa torre hotel-condominio en su propiedad, llamada Trump International Hotel & Tower.

### Montreux Las Vegas
Phil Ruffin mostró planes para construir un complejo de dos mil millones de dólares, llamado "Montreux" (pronunciado|mɒntroʊ), completamente fundado por él (sin otros empresarios), en el solar del New Frontier. El nombre Montreux procede del famoso centro suizo en el que se celebra el Festival Anual de Jazz de Montreux. 
El exclusivo megaresort de 2750 habitaciones se esperaba que competiría con los hoteles Mirage y Paris. Su intención era usar la música jazz como atracción. Ruffin dijo, "Nosotros no tenemos un casino que ofrezca buena música jazz en el strip."  Un segundo Festival de Música Jazz de Montreux podría ser un evento anual en el resort. 
El resort se suponía que debería contar con una noria en el exterior de 152 m de alto, similar en tamaño a la del London Eye.
El terreno tiene 38,5 acres (15,6 ha) sin usar después de la venta de 3,5 acres (1,4 ha) a Donald Trump para su proyecto de las torres gemelas Trump Towers condo localizado en la parte trasera de la propiedad.
El Montreux tendría una semejanza llamativa al cercano hotel Bellagio. El proyecto fue cancelado en 2011.

## Entretenimiento

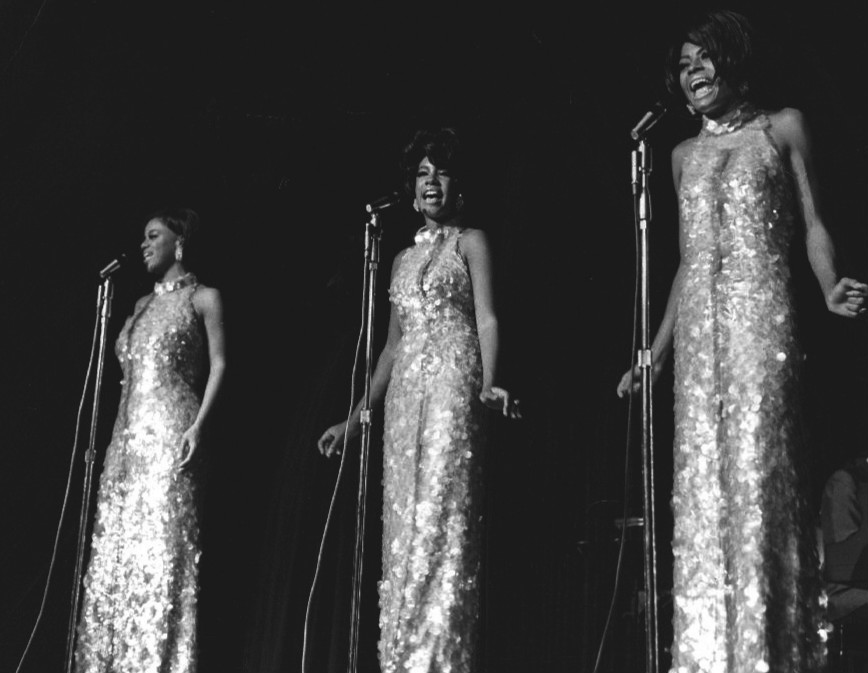
Foto de The Supremes tocando en el Frontier Hotel de Las Vegas en 1969. De izq. a der.: Cindy Birdsong, Mary Wilson y Diana Ross.

El Hotel Last Frontier abrió con un lugar de entretenimiento conocido como la Sala Ramona. La adición de New Frontier en 1955 incluyó un restaurante y un salón de espectáculos conocido como la Sala Venus. Una nueva Sala Venus, con capacidad para 800 personas, se inauguró con el Frontier reconstruido en 1967. El nuevo complejo también incluía el Teatro Post Time con 400 asientos. Elvis Presley hizo su debut en Las Vegas en el New Frontier en 1956, pero fue mal recibido. A finales de la década de 1950, el New Frontier ofrecía "Holiday in Japan", un espectáculo variado con 60 artistas de Tokio.
Ronald Reagan se presentó en el resort en la década de 1950, al igual que Wayne Newton en las décadas de 1960 y 1970. Otros artistas incluyeron a Robert Goulet, Jimmy Durante, George Carlin, Ray Anthony, y Phil Harris.
Diana Ross & The Supremes ofrecieron su última actuación en 1970, en el Frontier. Su actuación fue grabada para el álbum Farewell. A principios de la década de 1970, el Frontier fue sede del certamen Miss Rodeo America. Siegfried & Roy se presentaron en Beyond Belief, un espectáculo de magia que se estrenó en 1981. Duró 3,538 funciones durante casi siete años. Cuando la familia Elardi asumió la propiedad a finales de la década de 1980, cerraron el salón de espectáculos. Después de años sin entretenimiento en vivo, Ruffin añadió un lugar con 284 asientos en 2000.